# Malarguesaurus
Malarguesaurus – rodzaj zauropoda należącego do grupy Titanosauriformes. Jego szczątki odkryto w prowincji Mendoza w Argentynie. Nazwa odnosi się do departamentu Malargüe, gdzie odnaleziono holotyp. Malarguesaurus żył w okresie kredy, na przełomie turonu i koniaku, ok. 89 mln lat temu. Według przeprowadzonej przez Gonzáleza Rigę i współpracowników analizy kladystycznej Malarguesaurus jest taksonem siostrzanym phuwiangosaurusa – zauropody te wraz z ligabuezaurem tworzą klad siostrzany wobec tytanozaurów. Mierzył prawdopodobnie około 20 metrów długości i około 18–20 ton masy.